# Misefa, Zala
Misefa  este un sat în districtul Zalaegerszeg, județul Zala, Ungaria, având o populație de 276 de locuitori (2011). 

## Demografie
Componența etnică a satului Misefa
     Maghiari (98,21%)
     Romi (1,79%)
Componența confesională a satului Misefa
     Romano-catolici (76,45%)
     Reformați (4,35%)
     Fără religie (4,35%)
     Luterani (1,09%)
     Necunoscută (13,77%)
Conform recensământului din 2011, satul Misefa avea 276 de locuitori. Din punct de vedere etnic, majoritatea locuitorilor (98,21%) erau maghiari, cu o minoritate de romi (1,79%).  Din punct de vedere confesional, majoritatea locuitorilor (76,45%) erau romano-catolici, existând și minorități de persoane fără religie (4,35%), reformați (4,35%) și luterani (1,09%). Pentru 13,77% din locuitori nu este cunoscută apartenența confesională.